# Луисбург (Северна Каролина)
Луисбург (енгл. Louisburg) град је у америчкој савезној држави Северна Каролина.

## Демографија
По попису из 2010. године број становника је 3.359, што је 248 (8,0%) становника више него 2000. године.
| Група             | 2000.         | 2010.         |
| Белци             | 1.535 (49,3%) | 1.524 (45,4%) |
| Афроамериканци    | 1.452 (46,7%) | 1.575 (46,9%) |
| Азијати           | 17 (0,5%)     | 29 (0,9%)     |
| Хиспаноамериканци | 94 (3,0%)     | 185 (5,5%)    |
| Укупно            | 3.111         | 3.359         |